# Przepięcie dynamiczne
Przepięcie dynamiczne - jest to krótkotrwały wzrost napięcia sieci związany z nagłymi zmianami obciążenia. Wywołane jest ono głównie bezwładnością lub uszkodzeniem układów regulujących napięcie generatorów i obroty turbin, zwłaszcza turbin wodnych. 